# Секираж, Валентин Михайлович
Валентин Михайлович Секираж (1930 — 22.11.1985) — директор Первоуральского хромпикового завода, лауреат Государственной премии СССР (1982).

## Биография
Родился в 1930 году в Майкопе.
С 1954 г. после окончания химико-технологического факультета Новочеркасского политехнического института работал на Первоуральском хромпиковом заводе. С 4 января 1960 года начальник цеха № 8, руководил его строительством.
С 1965 г. и до последних дней жизни — директор Первоуральского хромпикового завода (ПО «Хромпик»).
Умер 22 ноября 1985 года в результате тяжёлой болезни.
Лауреат Государственной премии СССР (1982, в составе коллектива) — за разработку прогрессивных способов получения хромсодержащих продуктов, обеспечивших их многотоннажное производство.
Награждён двумя орденами Трудового Красного Знамени и орденом «Знак Почёта», значком «Отличник народного образования» (за шефскую помощь школе № 12).

## Награды
Заслуженный химик РСФСР (1981).